# Élections parlementaires italiennes de 1992
Les élections parlementaires italiennes de 1992 (en italien : Elezioni politiche italiane del 1992) ont eu lieu les 5 et 6 avril 1992, afin d'élire les six cent trente députés et les trois cent quinze sénateurs de la onzième législature du Parlement de la République italienne, pour un mandat de cinq ans.

## Contexte
Après les élections parlementaires anticipées du 14 juin 1987, le ministre du Budget démocrate-chrétien Giovanni Goria devient président du Conseil des ministres et reforme le Pentapartito entre la Démocratie chrétienne (DC), le Parti socialiste italien (PSI), le Parti républicain italien (PRI), le Parti social-démocrate italien (PSDI) et le Parti libéral italien (PLI). Il démissionne dès mars 1986, la Chambre des députés ayant rejeté le rapport d'exécution du budget de l'État. Il est remplacé, un mois plus tard, par le secrétaire de la DC, Ciriaco De Mita, qui cède lui-même le pouvoir à Giulio Andreotti en juillet 1989.
À peine quatre mois plus tard, le Parti communiste italien (PCI), l'un des plus puissants de l'Europe occidentale, prend le « tournant de Bologne » sous l'impulsion d’Achille Occhetto, secrétaire général depuis 1988, un processus conduisant à sa disparition, le 3 février 1991. Les deux tiers des membres du PCI fondent alors le Parti démocrate de la gauche (PDS), qui prend une orientation sociale-démocrate, le tiers restant préférant rejoindre le nouveau Parti de la refondation communiste (PRC). Il s'agit donc du premier scrutin sans la présence de l'un des deux partis historiques de la République italienne.

## Partis et chefs de file
| Parti | Parti                                                                   | Idéologie                                                  | Chef de file     | Score en 1987                               |
| ----- | ----------------------------------------------------------------------- | ---------------------------------------------------------- | ---------------- | ------------------------------------------- |
|       | Démocratie chrétienne Democrazia Cristiana                              | Centrisme Démocratie chrétienne, christianisme social      | Arnaldo Forlani  | 234 députés (34,3 %) 125 sénateurs (33,6 %) |
|       | Parti socialiste italien Partito Socialista Italiano                    | Centre gauche Socialisme démocratique, social-libéralisme  | Bettino Craxi    | 94 députés (14,2 %) 43 sénateurs (10,9 %)   |
|       | Mouvement social italien Movimento Sociale Italiano                     | Extrême-droite Néofascisme, nationalisme, anticommunisme   | Gianfranco Fini  | 35 députés (5,9 %) 16 sénateurs (6,5 %)     |
|       | Parti républicain italien Partito Repubblicano Italiano                 | Centrisme Républicanisme, mazzinisme                       | Giorgio La Malfa | 21 députés (3,7 %) 8 sénateurs (3,9 %)      |
|       | Parti social-démocrate italien Partito Socialista Democratico Italiano  | Centre gauche Social-démocratie                            | Antonio Cariglia | 17 députés (3,0 %) 6 sénateurs (2,3 %)      |
|       | Parti libéral italien Partito Liberale Italiano                         | Centre droit Libéralisme économique, libéral-conservatisme | Renato Altissimo | 11 députés (2,1 %) 3 sénateurs (2,1 %)      |
|       | Parti démocrate de la gauche Partito Democratico della Sinistra         | Gauche Social-démocratie, post-communisme                  | Achille Occhetto | PCI                                         |
|       | Ligue du Nord Lega Nord                                                 | Droite Fédéralisme, régionalisme                           | Umberto Bossi    | Absente                                     |
|       | Parti de la refondation communiste Partito della Rifondazione Comunista | Extrême gauche Communisme, néomarxisme                     | Sergio Garavini  | PCI                                         |
|       | Fédération des Verts Federazione dei Verdi                              | Gauche Écologie politique, pacifisme                       | Aucun            | Absente                                     |

## Résultats

### Scores
| Parti | Parti                                    | Chambre des députés | Chambre des députés | Chambre des députés | Chambre des députés | Chambre des députés | Sénat      | Sénat    | Sénat | Sénat  | Sénat         |
| Parti | Parti                                    | Voix                | %                   | +/-                 | Sièges              | +/-                 | Voix       | %        | +/-   | Sièges | +/-           |
| ----- | ---------------------------------------- | ------------------- | ------------------- | ------------------- | ------------------- | ------------------- | ---------- | -------- | ----- | ------ | ------------- |
|       | Démocratie chrétienne (DC)               | 11 637 569          | 29,65 %             | 4,66                | 206                 | 28                  | 9 088 494  | 27,27 %  | 5,35  | 107    | 18            |
|       | Parti démocrate de la gauche (PDS)       | 6 317 962           | 16,10 %             | 16,10               | 107                 | 107                 | 5 682 888  | 17,05 %  | 17,05 | 64     | 64            |
|       | Parti socialiste italien (PSI)           | 5 505 690           | 13,62 %             | 0,65                | 92                  | 2                   | 4 523 873  | 13,07 %  | 2,16  | 49     | 6             |
|       | Ligue du Nord (LN)                       | 3 395 384           | 8,65 %              | 8,65                | 55                  | 55                  | 2 732 461  | 8,20 %   | 8,20  | 25     | 25            |
|       | Parti de la refondation communiste (PRC) | 2 201 428           | 5,61 %              | 5,61                | 35                  | 35                  | 2 171 950  | 6,52 %   | 6,52  | 20     | 20            |
|       | Mouvement social italien (MSI)           | 2 107 272           | 5,37 %              | 0,54                | 34                  | 1                   | 2 171 251  | 6,51 %   | 0,03  | 16     | en stagnation |
|       | Parti républicain italien (PRI)          | 1 723 756           | 4,39 %              | 0,69                | 27                  | 6                   | 1 565 142  | 4,70 %   | 0,85  | 10     | 2             |
|       | Parti libéral italien (PLI)              | 1 121 854           | 2,86 %              | 0,76                | 17                  | 6                   | 939 159    | 2,82 %   | 0,66  | 4      | 1             |
|       | Fédération des Verts (FdV)               | 1 093 037           | 2,79 %              | 0,28                | 16                  | 3                   | 1 027 303  | 3,08 %   | 1,12  | 4      | 2             |
|       | Parti social-démocrate italien (PSDI)    | 1 066 672           | 2,72 %              | 0,24                | 16                  | 1                   | 853 895    | 2,56 %   | 0,20  | 3      | 3             |
|       | Autres                                   | 3 072 882           | 8,24 %              | 3,14                | 25                  | 10                  | 2 572 201  | 7,72 %   | 0,78  | 13     | 4             |
| TOTAL | TOTAL                                    | 39 243 506          | 100,00 %            | N/A                 | 630                 | N/A                 | 33 328 617 | 100,00 % | N/A   | 315    | N/A           |

### Analyse
Avec un score global inférieur à 30 % des suffrages exprimés, la Démocratie chrétienne réalise le plus mauvais résultat de son histoire. Pour la première fois depuis 1953, elle passe même sous la barre des dix millions de voix au Sénat de la République. La DC ne profite donc pas de la disparition du Parti communiste italien, que le Parti démocratique de la gauche ne supplante que partiellement, réalisant un score en dessous des 20 % des suffrages. Fondée en décembre 1989, le parti autonomiste de la Ligue du Nord surgit à la quatrième place des forces politiques, supplantant la DC dans une bonne partie du Nord de l'Italie. Les autres formations se maintiennent globalement, seul le Parti de la refondation communiste, issu du PCI, venant troubler le jeu des petites formations en dépassant immédiatement les 5 % des voix.

### Conséquences
Le 28 juin 1992, plus de deux mois et demi après les élections, l'ancien vice-président du Conseil des ministres et ministre du Trésor, Giuliano Amato, du PSI, est nommé président du Conseil des ministres et forme une alliance, majoritaire seulement à la Chambre des députés, entre la DC, le PSI, le PSDI et le PLI, marquant la fin de la coalition appelée « Pentapartito », créée en juin 1981 pour soutenir Giovanni Spadolini.